# Šaháb-3
Šaháb – 3 (persky شهاب ۳‎ / Meteor, Létavice) je první íránskou balistickou raketou středního doletu na kapalné pohonné hmoty. Tato raketa je vyrobena na základě severokorejské rakety Nodong – 1 a v současnosti existuje ve třech variantách.
- Šaháb – 3A balistická raketa o doletu 1300 km
- Šaháb – 3B balistická raketa o doletu 2000 km
- Šaháb – 3D balistická raketa o doletu 2200 km

## Historie
Írán se pokouší zdokonalovat své rakety už od roku 1986. V roce 1993 zahájil spolupráci se Severní Koreou v oblasti raketových kapalných paliv. Počátkem 90. Let získal Írán severokorejské rakety Nodong – 1, které jsou upravenými verzemi raket Scud B, s delším doletem. Na základě těchto raket vyvinul Írán vlastní raketu Šaháb – 3, kterou odzkoušel v roce 1998.
Raketa Šaháb – 3 se oficiálně vyrábí od roku 2002. Při prvních zkouškách měla raketa dosah 1300 km, který se postupně zvětšoval až na 2100 km. Raketa je schopna nést konvenční i jaderné hlavice.
Počátkem 21. století byla vyvinuta nová verze rakety, která se označuje Šaháb-3B. Kromě delšího doletu se má vyznačovat zejména koncovým naváděním. Hlavice má být oddělitelná, naváděná pomocí gyroskopů a družicové navigace a díky malým raketovým motorkům by měla ve finální fázi letu manévrovat. Verze Šaháb-3B je známa z vojenské přehlídky v Teheránu z roku 2003 a videozáznamu zkoušky rakety s odlišně tvarovanou hlavicí 11. srpna 2004 z íránské televize. Írán se potýká s notorickou nespolehlivostí a nepřesností všech svých raket, takže jejich bojová hodnota může být sporná.